# 아르티보니트주

아르티보니트 주의 위치

아르티보니트주(프랑스어: Artibonite, 아이티어: Latibonit 라티보니트)는 아이티 서부에 위치한 주로 주도는 고나이브이며 면적은 4,984km2, 인구는 1,168,800명(2002년 기준)이다.
북쪽으로는 북서부 주와 북부 주, 동쪽으로는 중앙 주, 남쪽으로는 서부 주와 접한다. 5개 구를 관할한다.
2004년 2월에는 아르티보니트 주를 근거지로 한 반군이 독립을 시도했지만 실패로 돌아간 바 있다. 르네 프레발 대통령이 집권한 이후부터 쌀과 옥수수 등의 작물 생산량이 꾸준히 늘고 있는 추세이다.